# Павлов Сергій Іванович
Сергій Іва́нович Па́влов (рос. Серге́й Ива́нович Па́влов, 30 червня 1935, Бердянськ — 18 квітня 2019, Москва) — радянський та російський письменник-фантаст. Лауреат премії «Аеліта» (1985 рік), лауреат премії імені Івана Єфремова у номінації «За видатний внесок у розвиток вітчизняної фантастичної літератури» (2004), засновник літературної премії «Місячна веселка».

## Біографія
Сергій Іванович Павлов народився 30 червня 1935 року в Бердянську Запорізької області. Пізніше з батьками пебрався до міста Сочі, в якому закінчив середню школу № 9. З 1953 до 1956 року навчався у Московському інженерно-будівельному інституті, пізніше переїхав до Красноярська, де здобув фах інженера-геофізика у Красноярському інституті кольорових металів. Після здобуття вищої освіти Сергій Павлов брав участь у геологічних експедиціях у Середній Азії, Арктиці та Сибіру.
У фантастичну літературу Сергій Павлов прийшов випадково, у 1962 році, після прочитання слабкого фантастичного оповідання сам вирішив написати подібний твір, та надіслав його до редакції журналу «Техніка — молоді» на конкурс. Несподівано для самого автора це оповідання — «Банка фруктового соку» — принесло йому перемогу на цьому конкурсі та річну передплату на цей журнал. Наступного року це оповідання було опубліковано в томській газеті «Молодий ленінець» та красноярському журналі «Єнісей». У 1964 році опубліковано його наступне оповідання «Сонячний місяць». У 1965 році у співавторстві з Миколою Шагуріним опубліковано дві нових повісті — «Кентавр випускає стрілу» та «Аргус проти Марса». У 1967 році вийшли у світ оповідання «Ангели моря» та повість «Корона Сонця». У 1968 році вперше була опублікована одна з найвідоміших повістей Сергія Павлова — «Акванавти», яка неодноразово перевидавалась, у тому числі кілька разів під назвою «Океанавти».
У 1970 році Павлов стає членом Спілки письменників СРСР, а у 1971 році виходить друком його повість «Горище Всесвіту». У 1972 році Сергій Павлов покидає професію геолога та поступає на Вищі літературні курси при Літературну інституті імені Горького в Москві. У 1974 році письменник видав повість «Невловимий прайд».
У 1978 році публікується перша частина роману «Місячна веселка» — «По чорному сліду», за яку автор у 1985 році отримує премію Спілки письменників РРФСР «Аеліта». У 1983 році Сергій Павлов публікує другу частину роману «М'які дзеркала», пізніше у повному об'ємі роман неодноразово перевидавався. У 1991 році виходить у світ перша частина другого роману із циклу «Місячна веселка» — «Чарівний локон Ампари» (початкова назва якого планувалась як «Сапфіровий Галактіон»), який був написаний у співавторстві з дружиною Надією Шаровою. У 1997 році вийшла у світ друга частина роману. Проте, на відміну від першого роману, «Чарівний локон Ампари» не викликав значного зацікавлення з боку шанувальників фантастики та літературних критиків, що призвело до того, що на тривалий час Сергій Павлов відійшов від написання науково-фантастичних творів.
Далі Павлова захопила палеолінгвістика — він розробив та запропонував лінгвістам метод реконструкції археоморф, який дозволяє виявити початковий зміст багатьох древніх назв та імен, а також сучасних слів і понять. Перші свої наробки у цій галузі Сергій Павлов публікує в книзі «Москва и железная „мощь“ Святослава. О происхождении названия Москва» (1999), потім далі розвиває у книзі «Богу — парус, кесарю — флот: Опыт палеолингвистики» (2002).
У 2005 році Павлов знову повертається до фантастики, та приступає до роботи над твором под робочою назвою «Білий вершник», місце якого, за словами автора, між «Місячною веселкою» та «Чарівним локоном Ампари». Помер Сергій Павлов 18 квітня 2019 року в Москві.

### Романи
- Цикл «Місячна веселка»:
  - Місячна веселка: кн.1. «По черному следу» (1978)
  - Місячна веселка: кн.2. «Мягкие зеркала» (1983)
  - «Волшебный локон Ампары» (кн. 1, 1991, у співавторстві з Н. Шаровою; кн. 2, 1997)

### Повісті
- «Аргус против Марса» (у співавторстві з Миколою Шагуріним, 1965)
- «Кентавр выпускает стрелу» (у співавторстві з М. Шагуріним, 1965)
- «Корона Солнца» (1967)
- «Акванавты (Океанавты)» (1968)
- «Чердак Вселенной» (1971)
- «Неуловимый прайд» (1974)

### Оповідання
- «Банка фруктового сока» (1963)
- «Ангелы моря» (1967)
- «Миры на ладони» (1971)
- «Мера присутствия» (1972)
- «Амазония, ярданг Восточный» (1987)

### Статті та нариси
- «Стратегия поиска», 1977;
- «Имя для рыцарей современности», 1980;
- «Под космической радугой», інтерв'ю, М.Пухов і С.Павлов, 1981;
- «Альфа и омега», 1987;
- «Пора договориться о терминах», 1989;
- «Горизонты фантастики», 1989;
- «Звёздной стае альтернативы нет», 2005;
- «Кризис фантастики и цивилизации», бесіда, О.Калугін і С.Павлов, 2005;
- «К спасателям техногенной цивилизации», 2006;
- «И ещё раз о терминах», 2006;
- «Версия мира», 2007];
- «Вопросивший сердце твоё», 2007;
- «Это было хуже чем приговор», 2007
- «К вопросу о происхождении русского мата», 2007

## Фільмографія та екранізації
- «Акванавти» (1979)
- «Місячна веселка» (1983)

## Літературна премія «Місячна веселка»
Літературна премія «Місячна веселка» заснована Сергієм Івановичем Павловим 30 червня 2005 року. Премія є щорічною літературною премією, що присуджується за високі досягнення у жанрі фантастики. Премія присуджується за ріст майстерності авторів фантастичних творів, які представляють у них нові ідеї, що можуть надати новий поштовх розвитку науки та космонавтики, а також внесок у розвиток російської фантастики й поза літературною сферою.

## Інтерв'ю
- Кризис фантастики и цивилизации. Беседа с писателем Сергеем Ивановичем Павловым. Часть 1. [Архівовано 3 лютого 2012 у Wayback Machine.] (рос.)
- Кризис фантастики и цивилизации. Беседа с писателем Сергеем Ивановичем Павловым. Часть 2. [Архівовано 23 лютого 2017 у Wayback Machine.] (рос.)